# 東利伯蒂 (印第安納州)
東利伯蒂（英語：East Liberty）是位於美國印地安納州艾倫縣的一個非建制地區。該地的面積和人口皆未知。

## 地理
東利伯蒂的座標為41°56′08″N 84°51′42″W / 41.93556°N 84.86167°W，而該地的平均海拔高度為246米（即807英尺）。